# コスモ石油バレーボール部
コスモ石油バレーボール部（コスモせきゆバレーボールぶ）は、千葉県市原市を本拠地に活動していた、コスモ石油の男子バレーボール部である。

## 歴史
同好会活動を経て、1950年に三重県四日市市で大協石油バレーボール部として活動を始めた。国民体育大会では、1954年の初出場時にベスト8、1960年および1975年に3位入賞を果たしている。第2回地域リーグで優勝を果たし、実業団リーグに昇格、1982年度の第14回から参戦している。
1984年、大協石油と丸善石油の合併により、チーム名称がコスモ大協となり、更にコスモ石油と変遷した。1989年夏に本拠地を四日市市から千葉県市原市に移転した。
1996/97年の第28回実業団リーグでは3位となった。2位の日新製鋼ドルフィンズが廃部となることが決定しており、代わりに入替戦に出場したが、富士フイルム・プラネッツに敗れ、Vリーグ昇格はならなかった。
第29回実業団リーグのさなか、コスモ石油がバレーボール部を廃部するとの新聞報道がなされ、そのまま1998年3月に「不景気による諸事情」を理由として廃部となった。

## 成績

### 主な成績
実業団リーグ
- 優勝 なし
- 準優勝 1回（1985年度）

黒鷲旗全日本選手権
- 優勝 なし
- 準優勝 なし

国民体育大会成年男子（6人制）
- 優勝 1回（1986年）

### 年度別成績
| 所属         | 年度             | 最終 順位 | 参加 チーム数 | 試合 | 勝 | 敗 |
| ------------ | ---------------- | --------- | ------------- | ---- | -- | -- |
| 実業団リーグ | 第14回 (1982/83) | 4位       | 6チーム       | 10   | 4  | 6  |
| 実業団リーグ | 第15回 (1983/84) | 6位       | 8チーム       | 14   | 6  | 8  |
| 実業団リーグ | 第16回 (1984/85) | 4位       | 8チーム       | 14   | 8  | 6  |
| 実業団リーグ | 第17回 (1985/86) | 準優勝    | 8チーム       | 14   | 8  | 6  |
| 実業団リーグ | 第18回 (1986/87) | 4位       | 8チーム       | 14   | 7  | 7  |
| 実業団リーグ | 第19回 (1987/88) | 7位       | 8チーム       | 14   | 4  | 10 |
| 実業団リーグ | 第20回 (1988/89) | 6位       | 8チーム       | 14   | 5  | 9  |
| 実業団リーグ | 第21回 (1989/90) | 6位       | 8チーム       | 14   | 3  | 11 |
| 実業団リーグ | 第22回 (1990/91) | 8位       | 8チーム       | 14   | 1  | 13 |
| 実業団リーグ | 第24回 (1992/93) | 8位       | 8チーム       | 14   | 1  | 13 |
| 実業団リーグ | 第27回 (1995/96) | 5位       | 8チーム       | 14   | 7  | 7  |
| 実業団リーグ | 第28回 (1996/97) | 3位       | 8チーム       | 14   | 9  | 5  |
| 実業団リーグ | 第29回 (1997/98) | 7位       | 8チーム       | 14   | 2  | 12 |

## 主な在籍選手
- コスモ石油バレーボール部の歴代選手・スタッフ一覧を参照のこと。